# Humphrey Carpenter
Humphrey William Bouverie Carpenter (* 29. April 1946 in Oxford; † 4. Januar 2005 ebenda) war ein britischer Biograph und Kinderbuchautor.

## Leben
Nach seinem Studium in Oxford hielt Carpenter am dortigen Keble College Vorlesungen über die englische Sprache und Literatur. Dort traf er mehrere Male mit J. R. R. Tolkien zusammen.
Carpenter arbeitete eine Zeit lang für das Radioprogramm der BBC, bis er begann, an der autorisierten Biographie von Tolkien zu arbeiten. Diese erschien 1977 unter dem Titel J.R.R. Tolkien – A Biography. Außerdem gab er eine Auswahl von Briefen Tolkiens heraus.
Später verfasste er weitere Biographien, unter anderem von W. H. Auden (1981), Ezra Pound (1988), Benjamin Britten (1992), Robert Runcie (1997), Spike Milligan (2004) und den Inklings. Für die letzte, eine Gruppenbiographie über die Mitglieder der Inklings (J. R. R. Tolkien, C. S. Lewis und deren Freunde), bekam Carpenter den Somerset Maugham Award.
Carpenter veröffentlichte auch mehrere Kinderbücher, unter anderem die Mr. Majeica-Reihe und 1984 den Oxford Companion to Children’s Literature, sowie Theaterstücke und Radiohörspiele. Darüber hinaus war Carpenter ein begabter Jazz-Musiker, der mit einer eigenen Band, den Vile Bodies, auftrat.
Carpenter, der an der Parkinson-Krankheit litt, starb am 4. Januar 2005 zu Hause in Oxford an Herzversagen.

## Werke (Auswahl)
als Autor
- The angry young men. A literary comedy of the 1950s. Faber & Faber, London 2009, ISBN 978-0-571-24912-1.
- The Brideshead generation. Evelyn Waugh and his friends. Houghton Mifflin, Boston, Mass. 1990, ISBN 0-395-44142-0.
- Geniuses together. American writers in Paris in the 1920s. Houghton Mifflin, London 1988, ISBN 0-395-46416-1.
- The Inklings. C.S. Lewis, J.R.R. Tolkien, Charles Williams and Their Friends. 3. Aufl. HarperCollins, London 1997, ISBN 0-261-10347-4.
- J.R.R. Tolkien. Eine Biographie. 2. Aufl. Klett-Cotta, Stuttgart 2001, ISBN 3-608-93431-6.
- OUDS. A centenary history of the „Oxford University Dramatic Society“; 1885–1985. University Press, Oxford 1985, ISBN 0-19-212241-X.
- A serious character. The life of Ezra Pound. Delta Press, New York 1990, ISBN 0-385-29996-6.
- The seven lives of John Murray. The story of a publishing dynasty; 1768–2002. Murray Publ., London 2008, ISBN 978-0-7195-6532-8.

als Herausgeber
- J. R. R. Tolkien Briefe. Ausgewählt und herausgegeben von Humphrey Carpenter mit der Hilfe von Christopher Tolkien. Übersetzt von Wolfgang Krege. Klett-Cotta-Verlag, Stuttgart 1991, ISBN 3-608-95028-1.